# 김동현 (2003년 4월)
김동현(2003년 4월 17일 ~ )은 대한민국의 축구 선수로, 포지션은 윙어이다. 현재 K리그1 대구 FC 소속이다.